# Pierre Lapin 2 : Panique en ville
Pour les articles homonymes, voir Pierre Lapin (homonymie).
Série Pierre Lapin
Pierre Lapin
(2018)
Pour plus de détails, voir Fiche technique et Distribution.
Pierre Lapin 2 : Panique en ville, ou Pierre Lapin 2 : Le Fugueur au Québec, (Peter Rabbit 2: The Runaway) est un film américain réalisé par Will Gluck, sorti en 2021. Il s'agit de la suite de Pierre Lapin, sorti en 2018.
Le film met en scène Béa, Thomas et les lapins qui forment désormais une famille recomposée, mais Pierre a beau faire tout son possible, il ne semble parvenir à se débarrasser de la réputation de voyou qui lui colle à la peau. S'aventurant hors du potager, Pierre découvre un monde dans lequel ses menus délits sont appréciés, mais quand sa famille risque tout pour partir à sa recherche, Pierre doit choisir quel genre de lapin il veut être.

## Synopsis
Quelque temps après les événements du premier film, Thomas McGregor et Bea se marient, avec leurs amis, humains et animaux, présents, tandis que Pierre Lapin accepte d'avoir Thomas dans sa vie. Un mois après leur lune de miel, Thomas aide Bea alors qu'elle travaille sur le livre de contes pour enfants basé sur Pierre et ses amis, mais Pierre est déçu que le livre le considère comme un méchant. Même Thomas approuve ce mauvais côté lorsqu’il le voit en train de faire des bêtises où lorsqu’il le voit voler (alors que ce n’est pas lui) ses tomates dans son jardin alors qu’il autorise les autres légumes à l’exception de cela. Après avoir reçu une lettre d'une maison d'édition qui souhaite distribuer son livre, Thomas et Bea emmènent Pierre, Jeannot, Flopsaut, Trotsaut et Queue-de-Coton pour rencontrer l'éditeur, Nigel Basil-Jones, qui présente son plan de marketing qui considère Pierre comme un fauteur de troubles et montre un design de panneau d'affichage pour un film potentiel qui le fait passer pour un méchant.
Consterné, Pierre s'éloigne du groupe et se rend en ville où il rencontre un lapin plus âgé nommé Barnabé, qui prétend être un vieil ami de son père. Ils sont pris au piège par un service de lutte contre les ravageurs, qui les emmènent à une fourrière pour animaux de compagnie, où ils ont été pris en charge par une fille nommée Amelia. Barnabé et Pierre font un raid dans le réfrigérateur de la famille avec l'aide de l’équipe de Barnabé, et ramenent la nourriture dans leur repère. Barnabé parle de la façon dont son père avait l'habitude de voler pour Pierre et ses sœurs pour garder leur ventre plein. trouvent Pierre jusqu'à ce que Thomas et Bea et le ramène à la maison. Le lendemain matin, Pierre parle à Jeannot de Barnabé et le convainc, lui et ses sœurs, de se joindre à lui pour rencontrer l’équipe. Reconnaissant les sœurs de Pierre, Barnabé divulgue son grand plan de voler au marché fermier, leur plus grosse prise est les paquets de fruits secs. Les lapins recueillent l'aide de leurs amis animaux : Rebondi Cochonnet, Sophie Canétang, Jérémie Pêche-à-la-ligne, Madame Piquedru, Ernest Blaireau et Félix Le cerf pour méner à bien leur vol.
Thomas et Bea rencontrent à nouveau Nigel pour passer en revue les dessins des lapins, mais après les avoir déjà habillés en vêtements contemporains, Nigel fait plus de suggestions pour le prochain livre. Thomas commence à se rendre compte que l'idée de Nigel n'est pas dans le meilleur intérêt du travail de Bea et décide de le dire à Nigel mais Bea et lui se disputent lorsqu’elle l’apprend. Les animaux arrivent au marché et députe leurs plan pour voler les légumes et les fruits secs, mais Pierre remarque que Thomas en fait partie et ses amis animaux, y compris Jeannot et les sœurs, sont capturés par les animaliers lorsqu'ils se faufilent dans un zoo pour enfants à cause de la bande de Barnabé. Barnabé révèle qu'il avait l'intention de doubler les autres pour garder les fruits secs pour lui-même, tout en expliquant qu'il a intentionnellement rencontré Pierre en ville après avoir lu à son sujet dans son livre, ne connaissant même jamais son père.
Se sentant coupable, Pierre quitte Barnabé et enrôle Thomas pour aider à sauver ses amis. Après avoir eu un problème avec leur camionnette, ils se rendent chez Bea pour obtenir de l'aide pendant qu'elle est en réunion avec Nigel qui veut mettre Pierre et ses amis dans une aventure spatiale ridicule ainsi que dans une mission de sauvetage dangereusement imprévisible comme moyen de mettre fin à l'histoire. Ne pouvant accepter ses histoires, Bea décide de rompre son contrat avec la compagnie de Nigel et aide Thomas et Pierre à sauver leurs amis tout en bravant des missions excessives pour les trouver. Pierre, Jeannot et les sœurs vont ensuite à la cachette de Barnabé pour attacher sa bande avec des cordes afin qu'ils puissent être retirés lorsque le propriétaire de la atelier de couture à proximité part dans son camion, ce qui les amène à se faire arrêter par la fourrière. Les lapins rendent les fruits secs aux vendeurs du marché, et rejoignent Thomas et Bea alors qu'ils rentrent chez eux, Pierre décidant d'être plus disposé à écouter ceux qui l'aiment. Quelque temps plus tard, Bea et Thomas sont devenus parents d'une petite fille et elle publie un nouveau livre qui s’intitule "Pierre Lapin 2 ".

## Fiche technique
- Titre original : Peter Rabbit 2: The Runaway
- Titre français : Pierre Lapin 2 : Panique en ville
- Titre québécois : Pierre Lapin 2 : Le Fugueur
- Réalisation : Will Gluck
- Scénario : Will Gluck et Patrick Burleigh, d'après les personnages de Beatrix Potter
- Photographie : Peter Menzies Jr.
- Montage : Matt Villa
- Musique : Dominic Lewis
- Production : Will Gluck et Zareh Nalbandian
- Sociétés de production : Columbia Pictures, Animal Logic, 2.0 Entertainment et Olive Bridge Entertainment
- Société de distribution : Sony Pictures
- Genre : comédie
- Langue : anglais
- Pays d'origine :  États-Unis,  Australie,  Inde,  Royaume-Uni,  Canada
- Dates de sortie : 
  - Australie : 25 mars 2021
  - Royaume-Uni : 17 mai 2021
  - États-Unis : 18 juin 2021
  - France : 30 juin 2021

## Distribution
- Domhnall Gleeson (VF : Benoît Du Pac ; VQ : Dany Boudreault) : Thomas McGregor
- Rose Byrne (VF : Pamela Ravassard ; VQ : Annie Girard) : Beatrix « Bea » Potter
- David Oyelowo (VF : Mike Fédée ; VQ : Daniel Roy) : Nigel Basil-Jones

### Distribution vocale
| - James Corden : Peter Rabbit - Colin Moody : Benjamin Bunny - Elizabeth Debicki : Mopsy Rabbit - Aimee Horne : Cottontail Rabbit - Margot Robbie : Flopsy Rabbit / la narratrice - Lennie James : Barnabas - Rupert Degas : Samuel Whiskers - Sia : Mrs. Tiggy-Winkle - Domhnall Gleeson : Mr. Jeremy Fisher - Rose Byrne : Jemima Puddle-Duck - Sam Neill : Tommy Brock - Ewen Leslie : Pigling Bland - Christian Gazal : Felix D'eer - Damon Herriman : Tom Kitten - Hayley Atwell : Mittens | - Thibaut Lacour : Pierre Lapin - Xavier Fagnon : Jeannot Lapin - Marie Tirmont : Trotsaut Lapin - Jessica Monceau : Queue-de-Coton Lapin - Cerise Calixte : Flopsaut Lapin / la narratrice - Bernard Gabay : Barnabé - Didier Brice : Samuel le moustachu - Véronique Augereau : Madame Piquedru - Michaël Aragones : Félix Lecerf - Bertrand Suarez-Pazos : Monsieur Tod - Lionel Tua : Rebondi Cochonnet - Guillaume Lebon : Petit-Jean-des-villes / Éric le coq - Marc Arnaud : Tom Chaton - Barbara Tissier : Moufle - Théo Frilet : Carlos - Michel Mella : Robinson | - Thiéry Dubé : Pierre Lapin - Geneviève Déry : Flopsaut Lapin / la narratrice - Véronique Marchand : Queue-de-Coton Lapin - Julie Beauchemin : Trotsaut Lapin - François Sasseville : Jeannot Lapin - Louis-Philippe Dandenault : Barnabé - Johanne Garneau : Miss Tiggy-Winkle - Catherine Proulx-Lemay : Mouffle - Sylvain Hétu : Samuel le Moustachu - Jean-Philippe Baril Guérard : Tom Chaton |

 Source et légende : version française (VF) sur RS Doublage,

## Production
En mai 2018, il a été annoncé que Sony Pictures a commencé le développement de la suite du film de 2018, Peter Lapin. En février 2019, il a été annoncé que David Oyelowo a rejoint le casting du film, Rose Byrne et Domnhall Gleeson reprenant leurs rôles qu'ils avaient interprétés dans le premier. Elizabeth Debicki et Margot Robbie ont été confirmées pour reprendre leurs rôles respectifs en octobre 2019. Daisy Ridley est remplacée par Aimee Horne dans le rôle de Queue-de-coton.
En revanche dans la version française, les comédiens de la Bande à Fifi, Philippe "Fifi" Lacheau, Élodie Fontan et Julien "Juju" Arruti qui interprétaient respectivement Pierre Lapin, Flopsaut / la narratrice et Jeannot Lapin dans le premier film de 2018, sont ici remplacés par Thibaut Lacour, Cerise Calixte et Xavier Fagnon. Marie Tirmont et Jessica Monceau quant-à eux reprennent les rôles de Trotsaut et Queue-de-coton.
Le tournage a débuté en février 2019,.

## Sortie
Le film sortira en Australie le 18 mars 2021, au Royaume-Uni le 26 mars 2021 et aux Etats-Unis le 14 mai 2021. Il devrait initialement prévue aux Etats-Unis le 7 février 2020, avant d'être repoussé au 3 avril 2020, plus tôt en Australie le 19 mars et au Royaume-Uni le 27 mars. Le film est une nouvelle fois repoussé au 7 août 2020 en raison de la pandémie du COVID-19. Elle a ensuite été repoussé au 11 décembre 2020, au Royaume-Uni, le 26 décembre en Australie, le 15 janvier 2021 aux États-Unis, puis il est finalement repoussé au 2 avril 2021. Il est une nouvelle fois repoussé au 11 juin 2021 pour éviter d'être en concurrence de S.O.S Fantôme : l'héritage qui sortira le 11 novembre 2021. Le 5 mars 2021, le film est avancé au 14 mai 2021. Le film est de nouveau décalé au 2 juillet 2021 aux États-Unis, alors qu'en Royaume-Uni il sortira le 21 mai 2021.
En France, il devrait être prévue le 12 février 2020, repoussé au 8 avril en raison du rachat de Sony, puis au mois d'août en raison de la pandémie de COVID-19, puis une nouvelle fois repoussé au 10 février 2021, et il est finalement repoussé au mois d'avril 2021 mais le chiffre du jour n'a pas encore été donné. Il est repoussé au 30 juin 2021.

## Accueil

### Box-office
En Australie, le film a reçu 2,1 millions de dollars.

### Critique
Sur Rotten Tomatoes, le film a un taux d'approbation de 59% basé sur les critiques de 17 critiques, avec une note moyenne de 6,50 / 10.
Courtney Howard de Variety l'a appelé une "suite supérieure" et a déclaré que le film "sert à la fois de méta-commentaire sur ses humiliantes singeries passées et de point pivot pour le protagoniste éponyme."